# La Playosa
La Playosa es una localidad situada en el departamento General San Martín, provincia de Córdoba, Argentina.
Está compuesta por 3083 habitantes (según el censo nacional 2022). El casco urbano se compone de 792 hogares aproximadamente.
Se encuentra situada sobre la Ruta Nacional 158, a 38 km de Las Varillas, a 43 km de Villa María y a 181 km de la Ciudad de Córdoba, aproximadamente.

La fiesta patronal se celebra el día 15 de octubre, honor a Santa Teresa de Jesús.

## Educación
Existen en la localidad los siguientes establecimientos educativos: Jardín de Infantes "25 de Mayo" y Escuela Primaria "25 de Mayo", IPEM N° 111 "Ramiro Suárez", Inst. Privado "Pedro Goyena", numerosas escuelas rurales.

## Economía
La principal actividad económica es la agricultura seguida por ganadería, siendo los principales cultivos la soja y el maíz.
La producción láctea tiene también relevancia en la economía local y, en la actualidad existen fábricas metalúrgicas.

## Deportes
Como principal institución deportiva, es el Playosa Sportivo Club, el referente. Principalmente se dedica a la organización del fútbol de la localidad, participando en todas las categorías de la Liga Villamariense de Fútbol, en la cual ha obtenido 3 campeonatos de primera división (1985, 1999 y 2000), dos de segunda división y un subcampeonato del Torneo Provincial de Clubes, ex Interligas (2000). Cuenta además con un predio deportivo con pileta de natación.
Otras de las organizaciones deportivas más notorias es la de la Juventud Agraria Coop., la cual se desempeña en el ámbito de las bochas, el cual todos los 1° de mayo organiza el tradicional campeonato interasociaciones e interprovincial por dúos, uno de los más importantes del interior cordobés.

## Geografía

### Clima
El clima es templado con estación seca, registrándose una temperatura media anual de 25 °C aproximadamente. En invierno se registran temperaturas inferiores a 0 y superiores a 35 en verano. El régimen anual de precipitaciones es de aproximadamente 800 mm.

## Servicios
Existen en la localidad todos los servicios elementales:
- Hospital Vecinal, en el mismo predio se ha construido el Hogar de Ancianos
- Subcomisaría Policial
- Edificio Municipal en el cual se efectúan gran parte de las funciones administrativas
- Cooperativa de Obras y Servicios Públicos es la que se encarga de brindar servicios como el agua potable, la electricidad, Internet, etc.
- Casa de la Cultura, ofrece diferentes cursos destinados a todos los habitantes.
- Biblioteca Municipal José Hernández, está ubicada en la antigua estación del tren, cuenta con numerosos ejemplares en libros y CD.
- Bomberos Voluntarios, quienes hoy tienen su propio cuartel, autobombas y vehículo para transporte de tropa. Esta organización tiene la ayuda del Gobierno, tanto Municipal como Provincial, pero además el apoyo de toda la localidad
- Guardería Municipal "Bichitos de luz", Jardín de Infantes "25 de Mayo"; Escuela primaria " 25 de Mayo"; Instituto Privado Diocesano Pedro Goyena (desde 1962), IPET N° 111 Ramiro Suárez (desde 1992), y el CENMA.

## Fiestas Anuales
Febrero: Carnavales, en el mes de febrero se realizan en esta localidad los festejos de carnaval. Dos comparsas locales presentan sus bailes y las carrozas agregan el brillo y el color. Todos los años se congregan alrededor de 3000 personas.
Octubre: Patronales, el 15 de octubre es el festejo patronal en honor a Santa Teresa de Jesús, para esta época se llevan a cabo numerosas actividades: Religiosas, Exposición Comercial y Agropecuaria, Cenas y Bailes.
Bicentenario de Argentina, desde el 22 de mayo de 2010 al 25 de mayo del mismo año se festejan los actos centrales del Bicentenario de Argentina (todo el año 2010 es de conmemoración y celebración del Bicentenario Argentino), para tal magno evento en La Playosa se mostró un conjunto de luces con la silueta del Cabildo de Buenos Aires.

## Galería

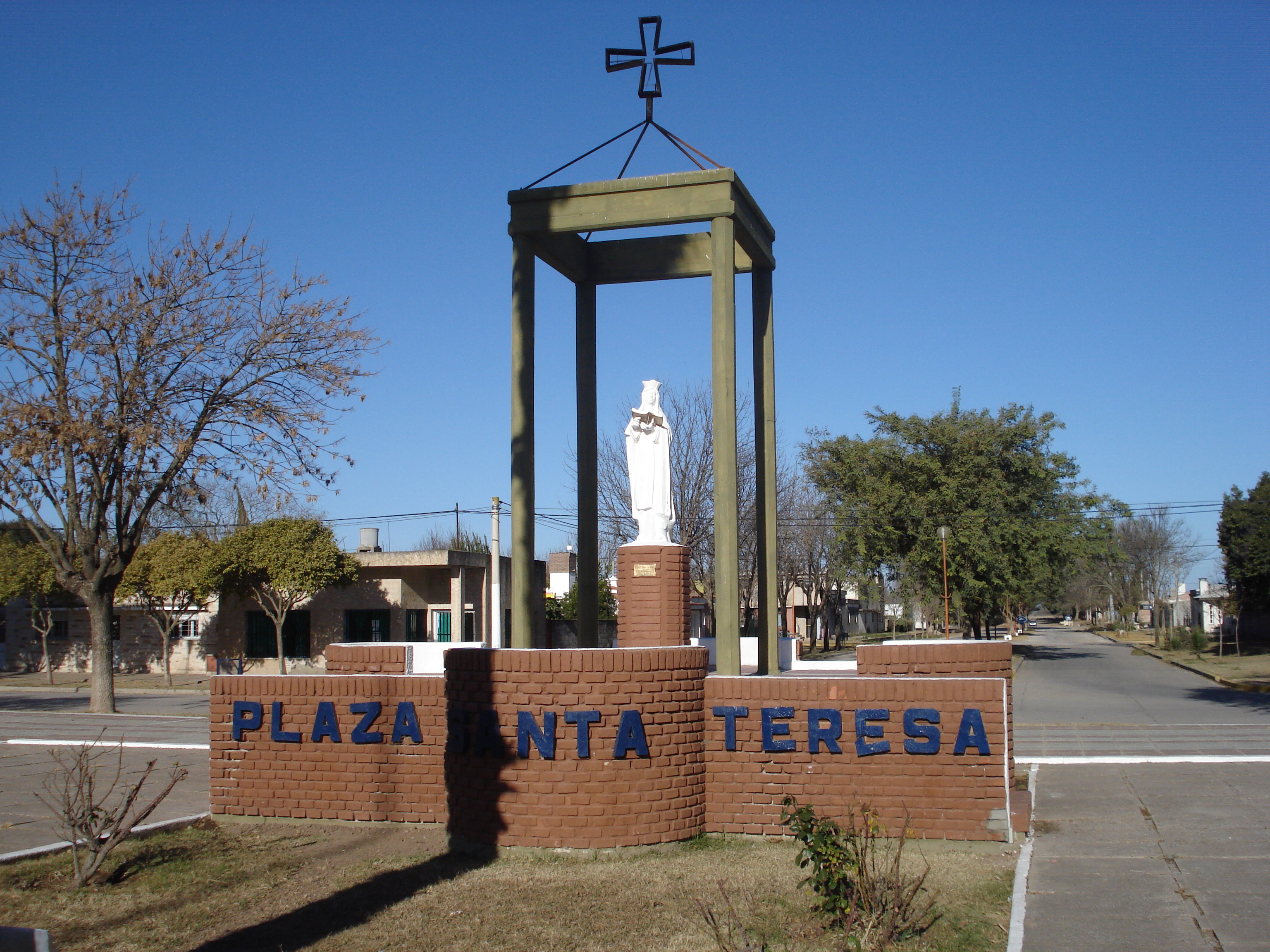
Imagen de la Patrona en la Plaza "Santa Teresa de Jesús"
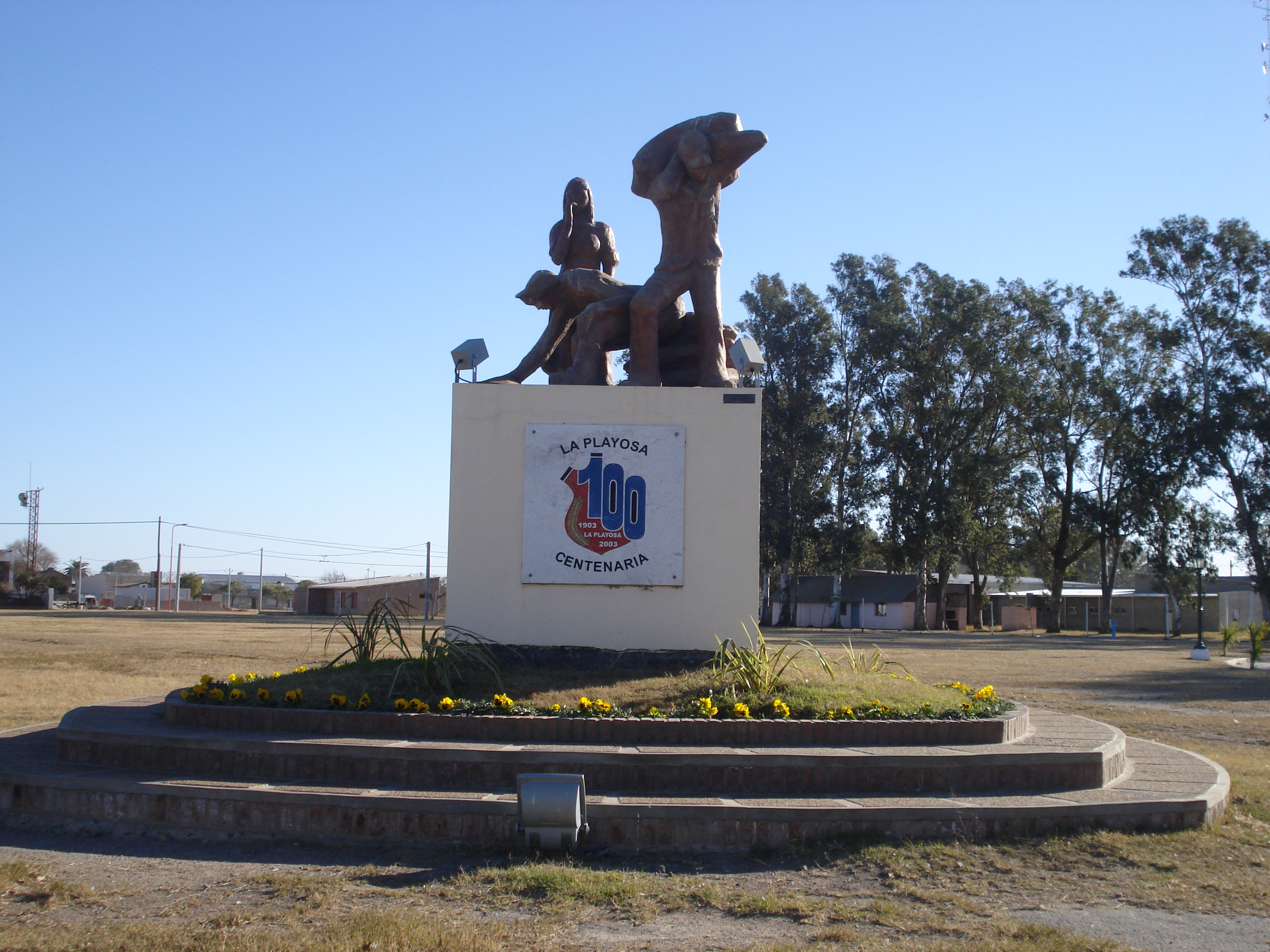
Monumento al Inmigrante
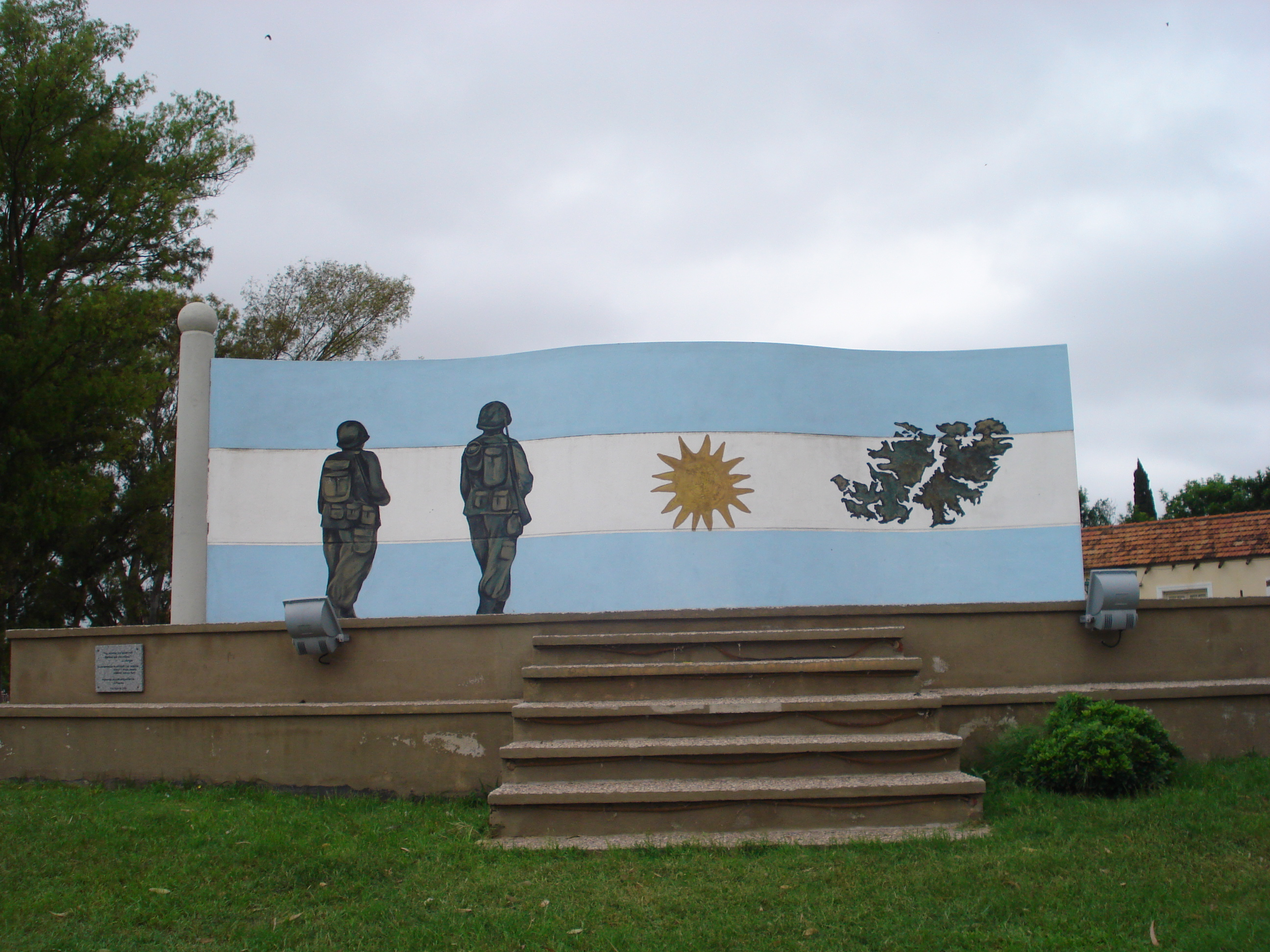
Monumento en Homenaje a los Veteranos y Caídos en la Guerra de Malvinas
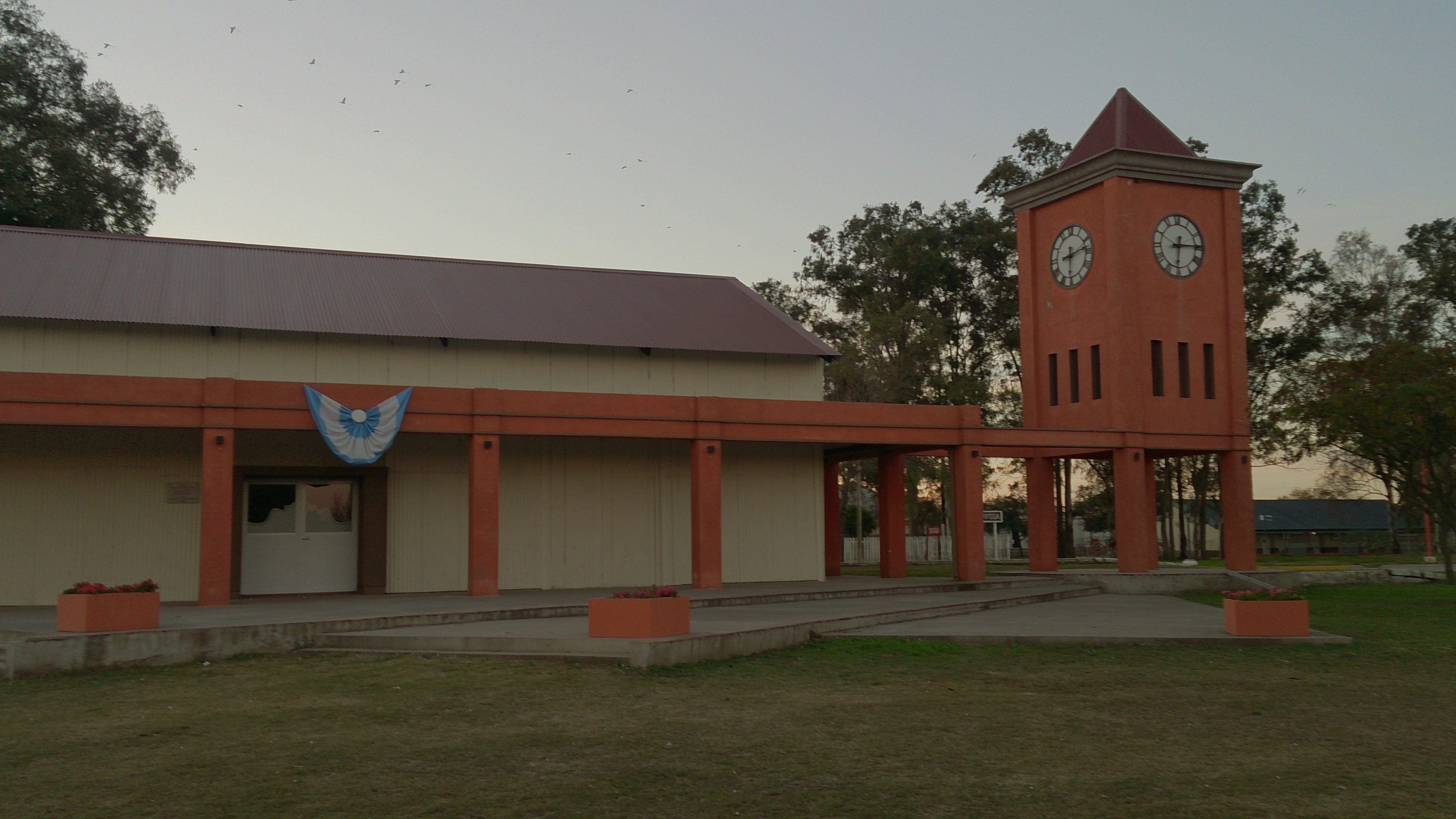
Edificio restaurado de la antigua estación de trenes, hoy SUM.
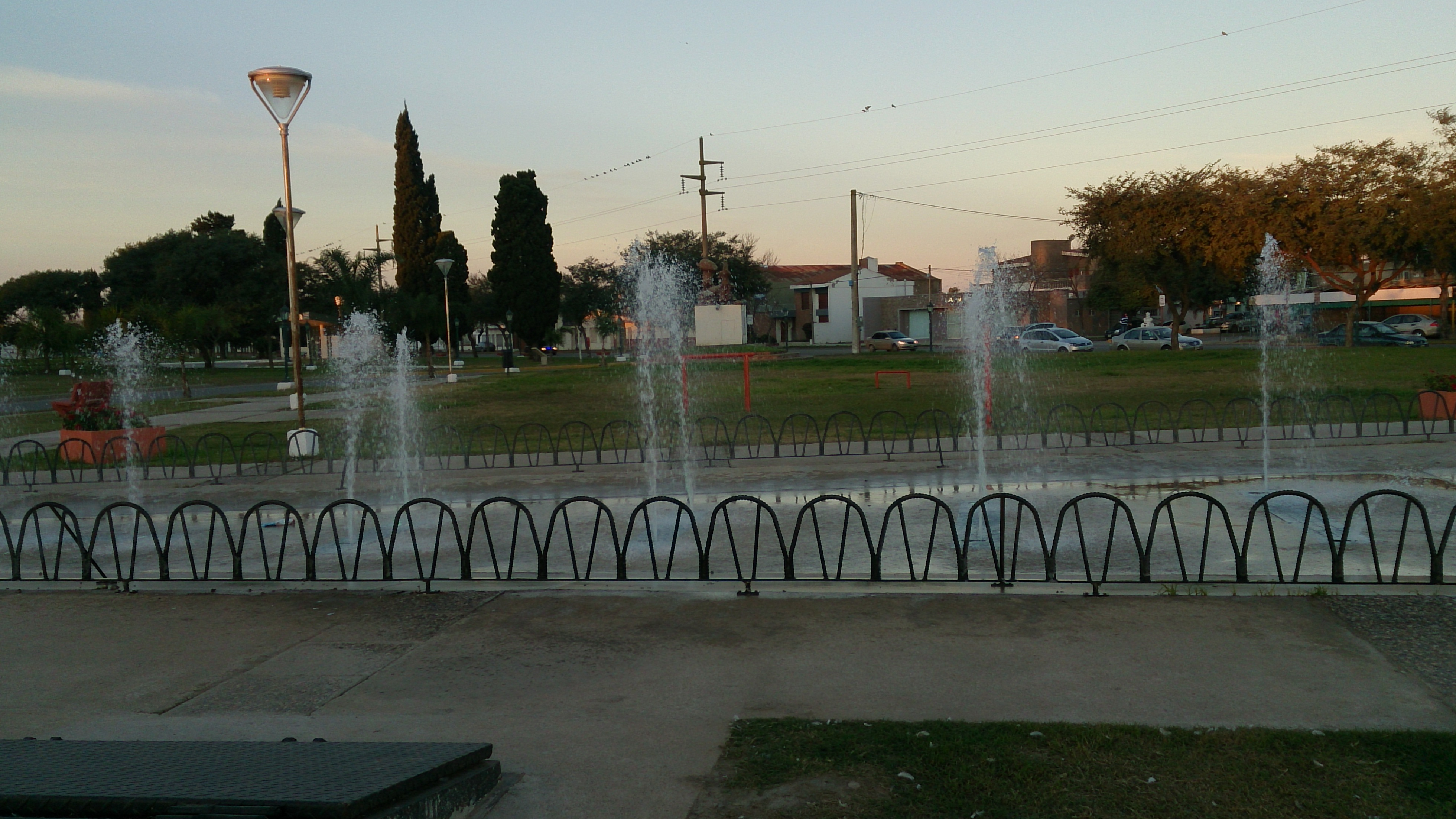
Hermoso proyecto de parquización en los terrenos del ferrocarril

- Capilla San Bernardo por Nicolás Campodonico[1]

## Parroquias de la Iglesia católica en La Playosa
| Diócesis  | Villa María           |
| --------- | --------------------- |
| Parroquia | Santa Teresa de Jesús |